# Castropignano
Castropignano é uma comuna italiana da região do Molise, província de Campobasso, com cerca de 1.145 habitantes. Estende-se por uma área de 27 km², tendo uma densidade populacional de 42 hab/km². Faz fronteira com Busso, Campobasso, Casalciprano, Fossalto, Limosano, Oratino, Ripalimosani, Torella del Sannio.

## Demografia
| Variação demográfica do município entre 1861 e 2011                               |
|                                                                                   |
| Fonte: Istituto Nazionale di Statistica (ISTAT) - Elaboração gráfica da Wikipedia |